# Marquis de Sade

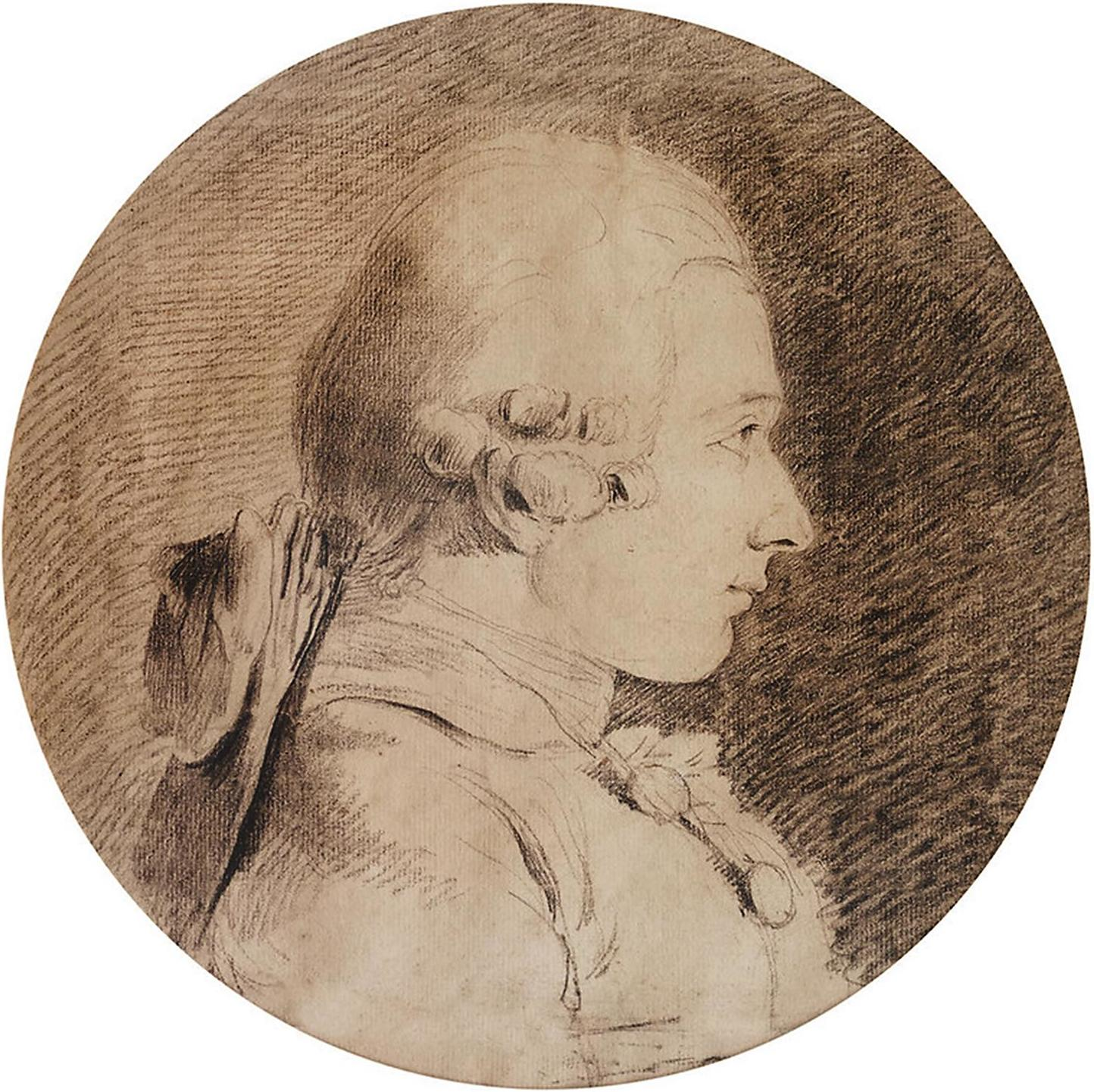
Porträt de Sades. 1760

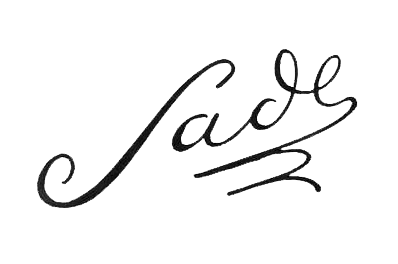
Signatur de Sades

Donatien Alphonse François, Comte de Sade, bekannt als Marquis de Sade, abgekürzt: „D.A.F. de Sade“, (* 2. Juni 1740 in Paris im Hôtel de Condé; † 2. Dezember 1814 in Charenton-Saint-Maurice bei Paris) war ein französischer Autor und Adeliger aus dem Haus Sade. Er wurde bekannt durch seine gewaltpornographischen Romane, wovon er die meisten während jahrzehntelanger Aufenthalte in Gefängnissen und Irrenanstalten schrieb. Sie zeichnen sich dadurch aus, dass die Handlung durch lange philosophische Passagen radikal-atheistischer und materialistischer Konzeption unterbrochen wird. Diese philosophischen Diskurse dienen zum einen der Rechtfertigung des grausamen Plots und zum anderen der Propagierung seiner libertären Ansichten.
Der deutsche Psychiater Richard von Krafft-Ebing prägte in seiner im Jahr 1886 publizierten Abhandlung Psychopathia sexualis nach Sade den medizinischen Fachausdruck Sadismus, der eine sexuelle Deviation beschreibt, die darin besteht, dass ein Mensch Lust oder Befriedigung erlebt, wenn er andere Menschen demütigt oder quält.
Die Leidenschaft des Marquis galt indes weniger seinen amoralischen Erzähltexten, denen er seinen zweifelhaften Ruhm verdankte, als dem Theater „als moralischer Anstalt“.
Er war überzeugt, ein bedeutender Dramatiker zu sein. Er glaubte, dass seinen 21 Stücken, in denen die Tugend triumphiert – ganz im Gegensatz zu seinen Romanen, in denen das Laster den Sieg davonträgt –, noch eine große Zukunft bevorstünde. Ein Wunsch, der bisher unerfüllt geblieben ist.

## Leben

### Herkunft und Vornamen

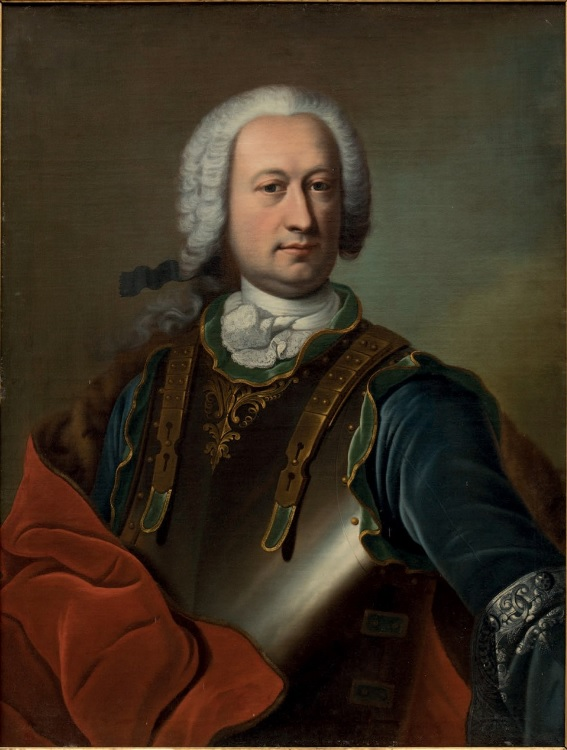
Jean-Baptiste-François-Joseph de Sade, Vater von Donatien Alphonse François de Sade, auf einem Gemälde von Jean-Marc Nattier

Die Sades waren ein altes, wenn auch nicht mehr reiches Adelsgeschlecht der Provence, das ursprünglich den Grafentitel (französisch comte) führte. Der Großvater Gaspard-François de Sade verwendete als erstes Familienmitglied den höheren Titel Marquis und nannte sich Marquis de Sade oder auch (nach dem zweiten Herrschaftssitz der Familie) Marquis de Mazan. Obwohl Sades Vater den Titel Comte bevorzugte, nannte Donatien sich selbst meist Marquis de Sade.
Donatien de Sade wurde im Pariser Stadtpalast der Condés geboren, einer Seitenlinie des Königshauses der Bourbonen, mit der seine Mutter Marie-Eléonore de Maillé de Carman verwandt war. Sein Vater Jean-Baptiste-François-Joseph de Sade, ein Feldmarschall und wichtiger Botschafter, hatte durch allzu offene Kritik seinen Ruf am Königshof ruiniert, war aber auch als Liebhaber bekannt und verfasste eine Reihe von Romanen und Theaterstücken, die er jedoch nie veröffentlichte. Unter Donatiens Tanten waren zwei Äbtissinnen und zwei Nonnen.
Die korrekte Form von Sades Vornamen steht nicht völlig fest, da er verschiedentlich andere Vornamen angab:
- Seine Mutter hatte den Taufnamen Louis Alphonse Donatien vorgesehen. So nannte er sich auch bei einem Verhör im Jahr 1768.
- Getauft wurde er auf Donatien Alphonse François.
- In seinem Ehevertrag heißt er Louis Aldonse Donatien.
- Bei seiner Flucht vor der Polizei nach Italien im Jahr 1772, in Begleitung seiner Schwägerin und Geliebten Anne-Prospère Launay, reiste Donatien Alphonse François unter dem Deckmantel Comte de Mazan,[10] ein Pseudonym, das bereits sein Vater bei Hofe und in Paris benutzt hatte.[11]
- Während der Revolutionszeit nannte er sich ohne Adelsprädikat schlicht Louis Sade.[12]
- 1794 gab er den Namen François Aldonse Donatien Louis an.

### Kindheit und Jugend
Seine frühe Kindheit verbrachte Sade im Pariser Stadtpalast der Condés unter Aufsicht von Charles de Bourbon-Condé, comte de Charolais, einem bekannten Libertin und Pair von Frankreich, den er später oft in seinen Schriften erwähnt. Später wuchs er teils bei seinem Onkel Jacques-François-Paul-Aldonce de Sade auf Schloss Saumane, teils in Paris auf, wo er von seinem zehnten bis vierzehnten Lebensjahr das Collège Louis-le-Grand besuchte. Das von Jesuiten geleitete und nur Jungen aus sehr reichen und adeligen Familien zugängliche Kolleg bot nicht nur eine exklusive Ausbildung, sondern gestaltete auch mehrmals im Jahr Schauspielaufführungen des barocken Jesuitentheaters, in dem „die katholische Religion, ihre Dogmen und ihre Märtyrer“ – teilweise in blutigen Szenarien – verherrlicht wurden. Auch Schauspieler aus den Pariser Theatern wirkten an den Ausführungen mit. Hier hat de Sade seine ersten Eindrücke künstlerischer Darstellungen erhalten, die sein späteres Werk prägen würden.
Anschließend durchlief er eine Offiziersschule für junge Hochadelige. Der etwa zwölfjährige de Sade sei ein solch hübscher Junge gewesen, dass die Damen auf der Straße stehenblieben, um ihn anzustarren.
Mit 14 wurde er Offiziersanwärter bei den Chevau-léger de la garde du roi und nahm zwei Jahre später als Offizier im Karabinierregiment am Siebenjährigen Krieg (1756–1763) teil. 1759 wechselte er in das Kavallerieregiment Royal Bourgogne. Im Krieg wurde er mehrfach befördert und errang eine Auszeichnung für Tapferkeit vor dem Feind.

### Hochzeit und erste Skandale

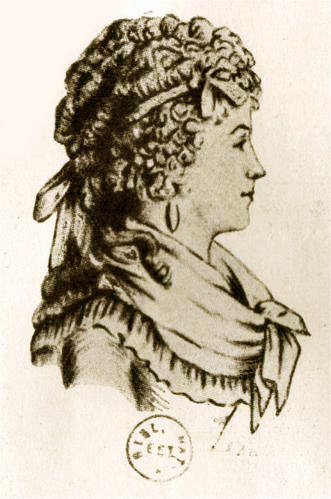
Renée Pélagie Cordier de Launay de Montreuil, Ehefrau de Sades.

Inzwischen hatte der Vater von Donatien de Sade eine gute Partie für seinen Sohn ausgehandelt. Die auserwählte Braut war die zweiundzwanzigjährige Renée-Pélagie Cordier de Montreuil, Tochter des Pariser Steuergerichtspräsidenten und dessen resoluter Frau, Marie-Madeleine, genannt La Présidente. Die Montreuils wollten mittels einer ansehnlichen Mitgift ihre Tochter Renée-Pélagie mit einem Spross aus einer prestigereichen altadeligen Familie verheiraten. Da Donatien de Sade dieses Kriterium erfüllte, schien er den Montreuils der ideale Schwiegersohn zu sein. Um die finanziellen Verhältnisse seiner Familie aufzubessern, setzte Vater Sade am 15. Mai 1763 die Unterschrift unter den Ehevertrag seines Sohnes.
Sein durch die Heirat erworbener Reichtum ermöglichte es Donatien de Sade, ein ausschweifendes Leben zu führen, das bald selbst den Rahmen dessen sprengen sollte, was man damals bei adeligen Libertins hinzunehmen bereit war. Wie zu jener Zeit unter Angehörigen seines Standes üblich, unterhielt Sade Beziehungen zu Schauspielerinnen und Kurtisanen, wobei seinerzeit jene beiden Professionen kaum je wirklich voneinander abzugrenzen waren. Kurtisanen und Schauspielerinnen galten als „Aristokratie der Prostitution“ und diese Frauen scheint Sade auch stets entsprechend der damals herrschenden Etikette behandelt zu haben.
Er bediente sich aber auch Frauen aus dem einfachen Volk, die er ganz und gar nicht so schicklich behandelte wie die Vertreterinnen der Aristokratie der Prostitution. Noch im Jahr seiner Hochzeit mit Renée Pélagie kam es in Paris zum ersten von vielen weiteren Skandalen, als Sade von einer gewissen Jeanne Testard neben Sex offenbar auch gotteslästerliche Handlungen forderte.
Sade wurde von Inspektor Louis Marais zum ersten Mal kurzzeitig verhaftet, wodurch er auf einen Mann traf, der für die nächsten fünfundzwanzig Jahre zu einer Art Nemesis für ihn werden sollte. Marais’ Polizeibericht über den Vorfall ist auch die einzige zuverlässige Beschreibung des jungen Ehemanns und Aristokraten. Sade sei, schrieb Inspektor Marais, „von durchschnittlicher Größe“ gewesen, habe „blaue Augen und dunkelblondes Haar“ gehabt, sein Gesicht war „oval und hübsch“ und seine Figur schlank.
Sade wiederholte Orgien in Paris und auf seinem Landsitz in Lacoste (auch La Coste), zu denen er Angehörige beiderlei Geschlechts entweder einlud und entlohnte oder aufgrund seiner Stellung einfach zur Teilnahme zwang.

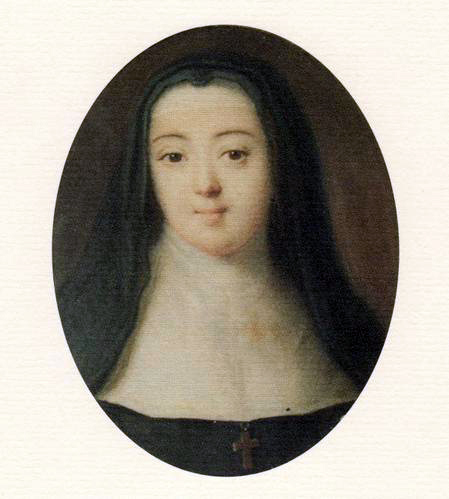
Anne-Prospère Cordier de Launay de Montreuil, Schwägerin und Geliebte des Marquis de Sade

Im Jahr 1769 begann er eine Liebesaffäre mit seiner Schwägerin, Anne-Prospère Cordier de Launay de Montreuil, der jüngeren Schwester seiner Frau. Dies geht aus dem leidenschaftlichen Liebesbrief der siebzehnjährigen Kanonissin vom 15. Dezember 1769 hervor, den sie mit ihrem Blut signiert hat. Der Romanist Maurice Lever veröffentlichte diesen Brief im Jahre 2005. Die Familie de Sade hatte ihm Einsichtnahme in die Korrespondenz ihres berühmt-berüchtigten Vorfahren gewährt:

Je jure à M. le marquis de Sade, mon amant, de n’être jamais qu’à lui, de ne jamais ni me marier, ni me donner à d’autres, de lui être fidèlement attachée, tant que le sang dont je me sers pour sceller ce serment coulera dans mes veines. Je lui fais le sacrifice de ma vie, de mon amour et de mes sentiments, avec la même ardeur que je lui ai fait celui de ma virginité. … Je lui permets en outre de faire tout l’usage qu’il voudra contre moi dudit serment, si j’ose enfreindre la moindre clause par ma volonté ou mon inconscience.
[Signé avec du sang.]. De Launay. 15 décembre 1769.

„Ich schwöre dem Marquis de Sade, meinem Liebhaber, für immer nur ihm zu gehören, niemals einen anderen zu heiraten noch mich anderen hinzugeben und ihm treu zu bleiben, solange das Blut, mit dem ich diesen Schwur besiegle, durch meine Adern fließt. Ich opfere ihm mein Leben, meine Liebe und meine Gefühle und zwar mit derselben Glut, mit der ich ihm meine Jungfräulichkeit geopfert habe. … Sollte ich auch nur die geringste Klausel dieses Schwurs willentlich oder unbewusst verletzen, so erlaube ich ihm, von diesem Schwur gegen mich jeden ihm genehmen Gebrauch zu machen.
 [Mit Blut signiert.]. De Launay. 15. Dezember 1769.“

### Flucht und Festungshaft
Aufgrund der Vorwürfe einer gewissen Rose Keller, sie sei von ihm unter Vorspiegelung falscher Tatsachen entführt, festgesetzt und durch Auspeitschungen schwer misshandelt worden, wurde Sade im Jahr 1768 ein weiteres Mal verhaftet. Nachdem er der Frau eine Entschädigung gezahlt hatte, nahm sie von einer Klage Abstand.
Im Jahr 1772 beschwerten sich zwei Prostituierte aus Marseille, sie seien von Sade mit Kantharidinbonbons, einem angeblichen Aphrodisiakum, vergiftet und so zu Gruppensex und Analverkehr gefügig gemacht worden. Sade wurde deshalb angeklagt und in Abwesenheit zum Tode verurteilt.
Dem Prozess und der Vollstreckung der Strafe entzog sich der Marquis für ein Jahr (Juli 1775 bis Juli 1776) durch Flucht nach Italien. Das Tagebuch dieser Reise zeigt ihn als differenzierten Kunstkenner „mit stupender Bildung und einem ganz speziellen Einfühlungsvermögen“ Hier fand er Anschauungsmaterial und eine Rechtfertigung für seine These, dass das Böse sich als eine der zentralen menschlichen Eigenschaften unter allen Umständen durchsetzen müsse und deshalb nicht unterdrückt werden dürfe:

„In der Engelsburg sah ich eine Art kleinen Bogen von einzigartiger Anlage, der einst einem Spanier gehört hatte. Dessen einziges Vergnügen bestand darin, mittels dieser Maschine vergiftete Stecknadeln auf die Straßen und in die Menschenmengen zu schießen, sei es auf öffentlichen Plätzen, sei es beim Verlassen der Kirchen, und zwar zu keinem anderen Zweck als um des dabei angerichteten Schadens willen. Diese seltsame Vorliebe, Böses aus reinem Vergnügen am Bösen zu tun, ist eine der am wenigsten verstandenen und daher auch am wenigsten analysierten Leidenschaften des Menschen. Und doch würde ich es wagen, diese Passion zu den häufigsten Ausschweifungen der Einbildungskraft zu zählen. Allerdings enthebt mich Ihre Seltenheit zum Glück für die Menschheit dieser Analyse.“

Da er heimlich seine junge Schwägerin Anne-Prospère mitgenommen und dadurch entehrt hatte, ließen die Familien ihn fallen. Seine Schwiegermutter, die Präsidentin, erwirkte einen königlichen Haftbefehl (lettre de cachet) gegen ihn, so dass er bei seiner Rückkehr nach Paris 1777 verhaftet und ohne weiteren Prozess bis 1784 in der als Gefängnis dienenden Festung Vincennes eingesperrt wurde, wobei Sade darauf bestand, von keinem anderen als Louis Marais dorthin eskortiert zu werden. Das 1772 verhängte Todesurteil wurde 1778 aufgehoben.

### Schriftsteller hinter Gittern
Nach einem Fluchtversuch 1784 wurde er in die Pariser Stadtfestung, die Bastille, verlegt, wo er weitere fünfeinhalb Jahre eingekerkert blieb.
Intellektuell waren die Jahre in der Bastille fruchtbar für Sade, da er sich Bücher bringen lassen und lesen konnte. Während der Haft in der Bastille wurde er endgültig zum Homme de lettres. Seine zentralen Werke aus dieser Zeit sind Les cent-vingt jours de Sodome (Die 120 Tage von Sodom), 1785; Aline et Valcour ou Le Roman philosophique (Aline und Valcour oder Der Philosophische Roman), 1786, ein Reiseroman in Briefform und Les Infortunes de la vertu (Die unglücklichen Schicksale der Tugend), 1787, eine philosophische Erzählung, die Sade im Jahr 1791 zum Roman Justine ou les Malheurs de la vertu (Justine oder vom Missgeschick der Tugend) ausweitete. Wegen der religiösen und moralischen Anstößigkeit dieser Werke schrieb er die Texte heimlich und, um nicht durch übermäßigen Papierverbrauch aufzufallen, in winziger Schrift.
Auch zahlreiche Theaterstücke entstanden in diesen Jahren. Seine Überzeugung, ein bedeutender Dramatiker zu sein, fand jedoch keine Bestätigung. Zu seinen Lebzeiten wurde nur eines seiner Stücke, Le Comte Oxtiern ou les Effets du libertinage (Der Graf Oxtiern oder die Auswirkungen der Sittenlosigkeit), aufgeführt (1791) und auch nur eines gedruckt.

### Revolution und erneute Verhaftung
Zwei Wochen vor dem Sturm auf die Bastille soll der gefangene Marquis de Sade einer vor der Festung demonstrierenden Menge zugeschrien haben, dass man dabei sei, in der Bastille Gefangene zu ermorden. Dies geht aus einem Schreiben hervor, das der letzte Gouverneur der Bastille Launay am 2. Juli 1789 an den Staatsminister Villedeuil richtete. Darin heißt es:

Le comte de Sade s’est mis hier midi à sa fenêtre, et a crié de toutes ses forces, et a été entendu de tout le voisinage et des passants, qu’on égorgeait et assassinait les prisonniers de la Bastille, et qu’il fallait venir à leur secours… Je crois devoir vous représenter, Monseigneur, qu’il serait bien nécessaire de transférér ce prisonnier à Charenton, où il ne pourrait pas troubler l’ordre.

„Der Graf von Sade ging gestern Mittag ans Fenster und schrie aus Leibeskräften, dass man die Gefangenen der Bastille abschlachte und ermorde und dass man ihnen zu Hilfe eilen müsse, was die gesamte Nachbarschaft und Passanten gehört haben… Ich glaube, Exzellenz, Ihnen vorschlagen zu müssen, diesen Gefangenen nach Charenton zu überführen, wo er die öffentliche Ordnung nicht stören kann.“

Sade wurde nach dem Vorfall in die Irrenanstalt von Charenton (bei dem heutigen Saint-Maurice) verlegt, wobei das in einem Versteck gelagerte Manuskript der 120 Tage von Sodom zurückblieb und lange Zeit verloren schien. Da er nun als geisteskrank galt, konnte seine Frau, ohne Ehrverlust befürchten zu müssen, die Scheidung einreichen.
Infolge der Aufhebung sämtlicher lettres de cachet durch einen Beschluss der verfassungsgebenden Nationalversammlung vom 13. März 1790 gelangte der Marquis de Sade in Freiheit. Er engagierte sich nun politisch und schloss sich – trotz seiner aristokratischen Herkunft – den radikalen Jakobinern an.
1791, am 25. Juni, ließ er nach der gescheiterten Flucht des Königs eine selbstverfasste Denkschrift in die Kutsche Ludwigs XVI. werfen, die Adresse d’un citoyen de Paris au Roi des Français („Adresse eines Bürgers von Paris an den König der Franzosen“). Darin wirft er dem Monarchen vor, durch die Flucht das heilige Band des Vertrauens zwischen sich und seinem Volk zerrissen zu haben:

Que venez-vous de faire, Sire ? Quelle action avez-vous commise ? À quel point vous êtes-vous permis d’induire un peuple entier dans la plus affreuse erreur. Jusqu’à présent, & depuis les commencemens de la Monarchie, l’opinion chérie de ce peuple étoit que si la bonne-foi, si la loyauté, si l’honneur s’exilaient de dessus la terre, c’étoit dans le cœur des Rois que leur Temple devoit se retrouver ; cette illusion n’est plus possible, vous la détruisez, Sire, et d’une manière bien cruelle sans doute.

„Sire, was habt Ihr getan? Welche Tat haben Sie begangen? Wie haben Sie sich erlauben können, ein ganzes Volk in eine fürchterliche Irre zu führen. Von den Ursprüngen der Monarchie bis heute liebte das Volk den Gedanken, dass sich Aufrichtigkeit, Treue und Ehre, auch wenn sie von der Erde vertrieben würden, im Herzen der Könige, ihrem Tempel, befinden würden. Diese Hoffnung ist nicht mehr möglich, Sie zerstören sie, Sire, und zwar auf grausamste Art und Weise.“

1791 wurde im Théâtre Molière sein Stück Oxtiern, ou les Malheurs du libertinage uraufgeführt. 1792 endete die Uraufführung seiner Komödie L’homme dangereux ou le Suborneur (Der gefährliche Mann oder Der Verführer) mit einem Tumult.
1793 wählte man ihn zum Richter eines Pariser Revolutionstribunals und zum Präsidenten des revolutionären Pariser Verwaltungsbezirks der Section des Piques.
Am 15. November 1793 verfasst er die Pétition de la Section des Piques aux représentans (sic!) du peuple français. Während in Sades Romanen das Laster belohnt und die Tugend bestraft wird, lobpreist Sade in dieser Petition der Piquen-Sektion die republikanischen Tugenden. Der ci-devant Marquis („vormalige Marquis“) fordert darin die Umwandlung aller christlichen Kirchen in „Tempel der Tugend und Vernunft“:

Qu’une fois par décade, la tribune de ces temples retentisse des éloges de la Vertu. … Ainsi l’homme s’épurera.

„Möge einmal pro Woche in diesen Tempeln der Lobpreis der Tugend ertönen. … Auf diese Weise wird der Mensch geläutert werden.“

Als Revolutionsrichter rettete er seine Schwiegereltern vor der Guillotine, indem er sie auf eine sogenannte Läuterungsliste setzen ließ. 1794 geriet er ins politische Abseits, galt in seinem Richteramt als zu moderat und wurde unter dem Vorwand angeklagt, sich einstmals um den Dienst in der königlichen Garde beworben zu haben. Er blieb mehr als ein Jahr in Haft und wurde erneut zum Tode verurteilt. Vor der Vollstreckung des Urteils bewahrte ihn der Sturz Robespierres am 28. Juli 1794.

### Aufenthalt in Charenton und Tod

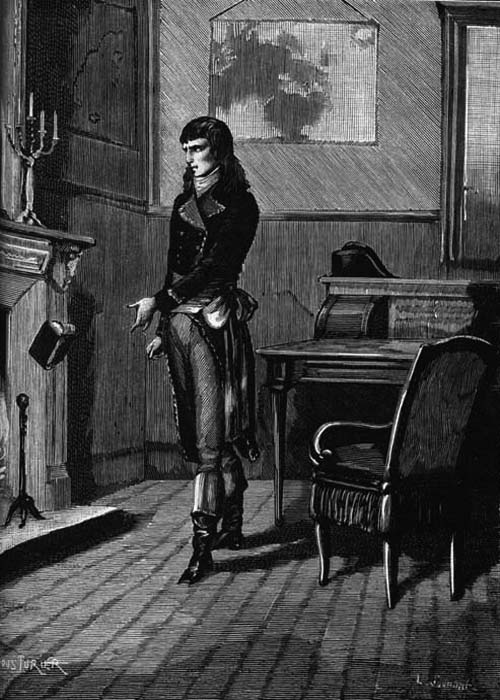
Il envoya le roman dans les flammes („Er warf den Roman in die Flammen“): Napoleon Bonaparte wirft ein Exemplar des Romans Juliette ins Feuer.

Napoléon Bonaparte, seit 1799 erster Konsul der Französischen Republik, wird die Verhaftung Sades 1801 zugeschrieben. Am 6. März 1801 durchsuchte die Polizei zuerst das Haus seines Verlegers und anschließend das von de Sade. Beim Verleger wurden mehrere Manuskripte und Bücher Sades gefunden und beschlagnahmt. Der Verleger und Sade wurden verhaftet. Dem Verleger wurde die Freiheit versprochen, wenn er das Versteck der gedruckten Exemplare des Buchs Juliette verriete – er kam nach 24 Stunden wieder frei. Die etwa 1.000 Bücher wurden beschlagnahmt und verbrannt. Des Weiteren wurden Buchläden ausfindig gemacht, die dieses Buch anboten. Sade wurde auf dem Verwaltungsweg, ohne Prozess, beschuldigt, die Bücher Justine und Juliette verfasst zu haben, und im Gefängnis Sainte-Pélagie untergebracht. Anfang des Jahres 1803 wollte er sich dort an Mithäftlingen vergehen und wurde daraufhin in das Gefängnis Bicêtre verlegt. Seine Familie erreichte im April 1803 eine Unterbringung in das Asyl von Charenton-Saint-Maurice (Irrenanstalt), das er bis zu seinem Tod nicht wieder verließ. Maßgeblich auf Sades erneute Verhaftung bestanden hatte Napoleons Polizeiminister Joseph Fouché, der Sade in Charenton auch heimlich überwachen ließ. Zumindest zeitweise war Sades alter Bekannter Inspektor Louis Marais an der Überwachung beteiligt.
In Charenton genoss Sade zunächst eine humane Behandlung. So verfasste er die biografischen Romane La Marquise de Gange (1813 gedruckt) sowie – beide erst postum publiziert – Adélaïde de Brunswick, princesse de Saxe (1812) und Histoire secrète d’Isabelle de Bavière (1813). Zudem durfte er mit Anstaltsinsassen als Schauspieler mehrere Theaterstücke aufführen, worunter allerdings keine eigenen waren. Gegen Ende seines Lebens erhielt er, auf persönliche Anordnung des Polizeiministers Fouché, Einzelhaft mit Isolation und Schreibverbot.
Die Version, wonach die Festnahme wegen Beschuldigung und persönlicher Rache erfolgte, weil 1800 auf Napoléon Bonaparte eine Satire verfasst wurde, Zoloé et ses deux acolytes ou Quelques Decades de la Vie de trois Jolies Femmes, die Sade zugesprochen wurde, war in der Biographie Michaud (1811) erstmals verbreitet und von nachfolgenden Autoren ohne Überprüfung übernommen worden. Sie konnte einer erneuten Überprüfung nicht standhalten, da die Satire Sade nicht zugeschrieben werden kann.
Am 15. August 1808 heiratete sein jüngerer Sohn Donatien-Claude Louise-Gabrielle-Laure de Sade, die einem Seitenzweig des Hauses Sade angehörte. Am 9. Juni 1809 starb sein älterer Sohn Louis-Marie. Sade wurde in Charenton von seinem Sohn Donatien-Claude besucht.
Am 2. Dezember 1814 starb er im Alter von 74 Jahren in der Irrenanstalt Charenton-Saint-Maurice. In dem Totenschein wird Sades Beruf mit homme de lettres, also Schriftsteller, angegeben.
Nach Sades Tod verbrannte Donatien-Claude, der den Atheismus seines Vaters ablehnte, dessen letztes großes Werk Les journées de Florbelle ou La nature dévoilée, das daher nicht erhalten ist.
Sades Grabstein enthielt die Inschrift:

„Der Du vorübergehst, knie nieder und bete neben dem unglücklichsten unter den Menschen. Er wurde im vergangenen Jahrhundert geboren und starb in diesem. Der Despotismus mit seinem gräßlichen Haupt führte zu allen Zeiten Krieg gegen ihn. Unter den Königen bemächtigte sich dieses Scheusal seines ganzen Lebens. Unter der Schreckensherrschaft überlebte es und trieb Sade an den Rand des Abgrunds. Unter dem Konsulat kehrte es zurück, und wieder ist Sade sein Opfer.“

Das Grab ist heute nicht mehr lokalisierbar, obwohl der Sade-Forscher Maurice Heine in den 1920er Jahren noch fähig war, die Inschrift zu entziffern.

### Nachfahren
Unter seinen Nachfahren wurde Sade innerhalb des Hauses Sade ein Tabuthema. Erst im 20. Jahrhundert bekannte sich Xavier de Sade erstmals wieder zu seinem Vorfahren, öffnete das Familienarchiv für Forscher und trug auch wieder öffentlich den Titel des Marquis.

## Literarisches Schaffen

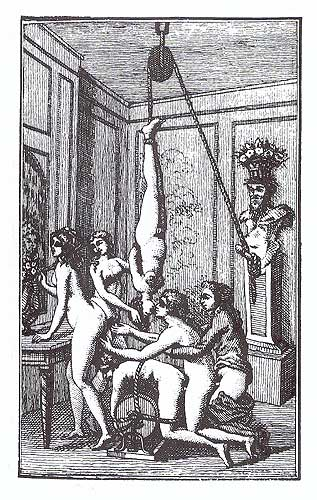
Illustration einer niederländischen Ausgabe von Juliette von de Sade, ca. 1800

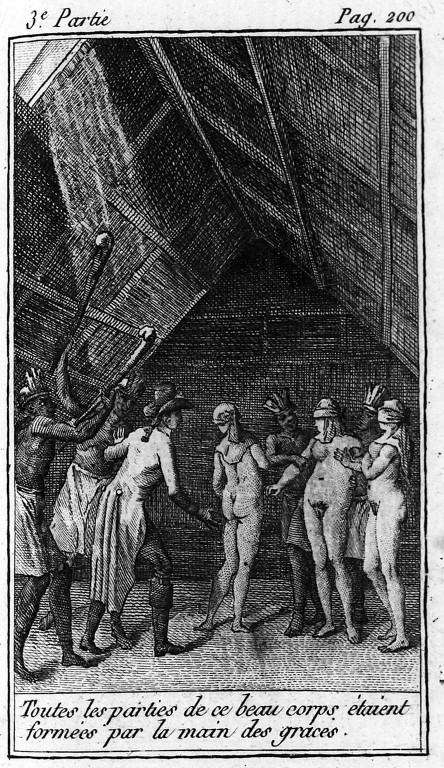
Illustration aus der Ausgabe von Aline und Valcour von 1795

Die Sade-Forschung postuliert traditionell eine Zweiteilung des Gesamtwerks in dramatische und narrative Texte, „in einen exoterischen, moralisierenden dramatischen und einen esoterischen, immoralistischen narrativen Teil“.
Sade begann die Schriftstellerei 1769 mit Reiseschilderungen. Nach der Inhaftierung intensivierte er seine Tätigkeit als Autor. 1782 stellte er den Dialog zwischen einem Priester und einem Sterbenden fertig, in dem ein sterbender Freigeist einen Priester von dem Unwert eines gottesfürchtigen Lebens überzeugen kann.
Sades Schicksal, nicht die Frau, die er liebte, heiraten zu dürfen, inspirierte sein erstes großes Werk, den Briefroman Aline und Valcour (verfasst 1785–1788, veröffentlicht 1795). Er geht aber weit über das Anfangsthema hinaus und ist eine Art Kompendium aufklärerischer Themen und Erzählformen, besonders bekannt ist der darin enthaltene Entwurf eines utopischen Staates: Die Südseeinsel Tamoe.
In seinem unvollendeten Episodenroman Die 120 Tage von Sodom, den er ab 1785 als Gefangener schrieb (und der erst 1904 von Iwan Bloch wiederentdeckt und 1909 veröffentlicht wurde), skizziert er eine 120-tägige Gewaltorgie und eine breite Palette sexueller Praktiken, die er von seinen Protagonisten an einer Gruppe entführter und versklavter Jugendlicher beiderlei Geschlechts ausführen lässt.
Der Roman wurde 1975, unter Verlegung der Handlung in die Zeit des italienischen Faschismus, von Pier Paolo Pasolini verfilmt.
1791 veröffentlichte Sade Les Infortunes de la vertu (Das Missgeschick der Tugend), eine frühe Version des ebenfalls 1791 erschienenen Buches Justine. Darin schildert de Sade das Leben eines Mädchens, das trotz kontinuierlichen Unglücks unbeirrt an die Tugend glaubt. 1796 ergänzte er diesen Roman durch Juliette, die Beschreibung des Lebens von Justines Schwester, die als Kurtisane, Kriminelle und „Nichttugendhafte“ zum Glück findet. 1797 erschienen beide Romane anonym, komplett überarbeitet, in zehn Bänden mit 4000 Seiten und über einhundert Kupferstichen unter dem Titel Die neue Justine/Geschichte von Juliette.
Weitere Werke der Revolutionszeit waren Die Philosophie im Boudoir (1795) mit dem politischen Pamphlet Franzosen, noch eine Anstrengung, wenn ihr Republikaner sein wollt, die Erzählungssammlung Verbrechen der Liebe (Originaltitel Les Crimes de l’amour, 1800, darin unter anderem die Kriminalnovelle Dorgeville) und eine Reihe von Theaterstücken. In der Irrenanstalt von Charenton verfasste de Sade die biografischen Romane La Marquise de Gange (1813 gedruckt) sowie – beide erst posthum publiziert – Adélaïde de Brunswick, princesse de Saxe (1812) und Histoire secrète d’Isabeau de Bavière (Die geheime Geschichte Isabellas von Bayern, 1813).
Das wohl am weitesten verbreitete seiner Werke ist Les instituteurs immoraux ou La Philosophie dans le boudoir (= Die unmoralischen Lehrer oder die Philosophie im Boudoir, 1795), das 1878 auch als erster Sade-Text ins Deutsche übersetzt wurde:

„Es schildert die etwa einen Nachmittag und Abend füllende sexuelle und intellektuelle Initiation eines adeligen jungen Mädchens durch eine adelige Frau und zwei adelige Männer plus einem [sic] gut bestückten Bauernburschen. Hierbei führen die vier Hauptfiguren in den nötigen Erholungspausen philosophische Gespräche, in denen sich als „unmoralischer Schulmeister“ (und weitgehend als Sprachrohr des Autors) der homosexuelle Hedonist und Atheist Dolmacen hervortut. Leitmotiv seiner Philosophie ist die wohl von Paul Henri Thiry d’Holbach übernommene Vorstellung vom Recht des Individuums, seinen Wünschen nachzustreben, was Sade interpretiert als Recht einer sozialen und geistigen Elite – letztlich der Hocharistokratie, der er sich zugehörig fühlt – ungehemmt ihren Wünschen nach Lustgewinn zu folgen.“

Die pornografischen Passagen der Texte von Sade schildern in aller Ausführlichkeit alle vorstellbaren sowie auch viele nur mühsam vorstellbare sexuellen Handlungen. Sade lässt sich daher nicht auf den „Sadismus“ als begrenzte Menge von Praktiken reduzieren. Lustgewinn aus den Schmerzen anderer ist für ihn nur die eindeutigste Form, wie menschliche Sexualität in all ihren Formen strukturiert ist.
Naturgemäß hatten de Sades Schriften immer mit der Zensur zu kämpfen. So standen einige davon im Londoner „Verzeichnis verbotener Bücher“ von Pisanus Fraxi (Index librorum prohibitorum, London 1877). Die Philosophie im Boudoir wurde 1963 von der Bundesprüfstelle für jugendgefährdende Schriften indiziert (später aufgehoben).

## Sades philosophische Quellen

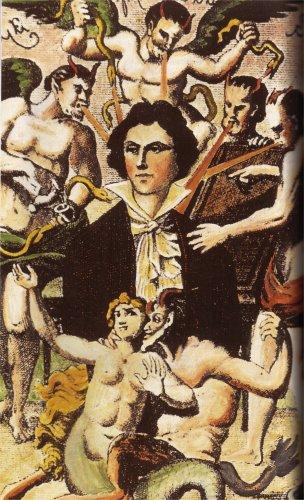
Satanische Einflüsse auf de Sade aus der Sicht der christlich geprägten Restaurationszeit (Gemälde von 1830)

Die für Sade wichtigsten philosophischen Quellen waren Holbach, LaMettrie, Machiavelli, Montesquieu und Voltaire. Die beiden letzten Aufklärer waren persönliche Bekannte seines Vaters.
Sade hat Werke folgender Autoren gelesen (oder zumindest ausgeliehen): Bibel, Boccaccio, Cicero, Dante, Defoe, Diderot, Erasmus, diverse Geschichtswerke, Hobbes, Holbach, Homer, La Mettrie, Molière, Heloise & Abälard, Linnaeus, Locke, Machiavelli, Martial, Milton, Mirabeau, Montaigne, Montesquieu, Morus, Rabelais, Racine, Radcliffe, Richelieu, Rousseau, Abbé Sade, Louis-Marie de Sade, Sallust, Seneca, Staël, Sueton, Swift, Tacitus, Vergil, Voltaire, Wolff, Jean-Baptiste-François-Joseph de Sade.
Am wichtigsten waren folgende Werke:
- Cicero:
  - Divination, wurde von de Sade nicht zitiert
- Hobbes:
  - Œuvres, wurden von de Sade nicht zitiert
- Paul Henri Thiry d’Holbach:
  - Le Bon Sens ou Idées naturelles opposées aux idées surnaturelles, wurde von de Sade plagiiert
  - L’Enfer détruit ou Examen raisonné du dogme de l’éternité des peines, Übernahmen in Juliette
  - Ethocratie ou le gouvernement fondée sur la morale, wurde von de Sade in seinen Schriften ins Gegenteil verkehrt
  - Système de la nature ou des loix du monde physique et du monde morale, Einflüsse in Justine
  - Théologie portative ou Dictionnaire abrégé de la religion chrétienne, wurde von de Sade zitiert in Juliette
- La Mettrie:
  - Œuvres philosophiques, wurden von de Sade zitiert
- Locke:
  - Œuvres diverses, wurden von de Sade zitiert
- Machiavelli:
  - Le Prince, wurde von de Sade oft zitiert
  - Discorsi, wurden von de Sade oft zitiert
- Montesquieu:
  - Lettres persanes, wurden von de Sade oft plagiiert
  - De l’Esprit des lois, wurde von de Sade oft plagiiert
- Morus:
  - Utopia, wurde von de Sade zitiert
- Rousseau:
  - Emile, wurde von de Sade nicht zitiert
  - Œuvres, wurden von de Sade nicht zitiert
- Voltaire:
  - Œuvres complètes, wurden von de Sade ständig gelesen, darunter Questions de Zapata, diente de Sade als Vorlage für antireligiöse Passagen in Justine

## Wertungen
An Person und Werk Sades scheiden sich die Geister. Für manche Kritiker ist er ein amoralisches Ungeheuer, ein Sitten- und Jugendverderber, gar ein Krimineller.
Andere Sadologen sehen in ihm ein verkanntes literarisches Genie, einen Vorkämpfer der sexuellen Befreiung der Frau. einen Philosophen: den Vollender der Aufklärung vor Nietzsche. Französische Surrealisten bewunderten Anfang des 20. Jahrhunderts die literarische und philosophische Kreativität des Edelmannes und verliehen ihm den Beinamen Le Divin Marquis („Der Göttliche Marquis“), in Anspielung auf den italienischen Renaissance-Dichter Pietro Aretino, genannt „Der Göttliche Aretino“, bekannt durch seine erotischen sonetti lussuriosi.
Allen Surrealisten voran Guillaume Apollinaire, der ihn mit einer superlativischen Formel glorifizierte:

Le marquis de Sade, cet esprit le plus libre qui ait encore existé …

„Marquis de Sade, dieser freieste Geist, der jemals existiert hat.“

Dagegen gab im Jahr 1947 der Literat Maurice Blanchot über den Doppelroman Justine und Juliette des aristokratischen Libertins ein verheerendes Urteil ab:

„Dieses monumentale Werk hat von Anfang an die Welt in Schrecken versetzt. Wenn Bibliotheken ein Enfer besitzen, dann für ein Buch wie dieses. Sicher hat keine Literatur, kein Zeitalter ein derart skandalöses Werk aufzuweisen. Kein anderes Werk hat Gefühl und Denken der Menschen tiefer verletzt … Wir haben hier das anstößigste Werk vor uns, das jemals geschrieben wurde … [wie Rousseau sagte] Jedes junge Mädchen, das auch nur eine Seite dieses Buches liest, ist verloren.“

Viele bedeutende Autoren haben sich an einer Wertung Sades versucht, darunter Arthur Rimbaud, Charles Baudelaire, Albert Camus, Simone de Beauvoir, Roland Barthes, Jacques Derrida und Michel Foucault oder Susan Sontag und Angela Carter, aber auch der konservative US-amerikanische Literaturkritiker Roger Shattuck.
Sades Werke wurden stets kontrovers diskutiert, wobei sich im Laufe der Zeit, die seit seinem Tod verstrichen ist, nach und nach eine differenziertere Sicht auf sein Schaffen durchsetzte. Es gibt jedoch noch im frühen 20. Jahrhundert Rezensenten, wie den Publizisten Ernst Ulitsch, die ihn als den „Bluthusten der europäischen Kultur“ bezeichnen.
Ebenfalls heute unumstritten ist Sades Selbstverständnis als Vertreter der Aufklärung, die er zwar nicht als erster, aber als prominentester Vertreter seiner Zeit bis in den sexuellen Bereich hinein wirksam gemacht sehen wollte. Zumindest Pierre-Ambroise-François Choderlos de Laclos ging ihm mit seinen Gefährlichen Liebschaften allerdings zeitlich voraus.
Die bevorzugten Positionen von Sades Libertin-Protagonisten mögen Atheismus, Materialismus, Naturalismus, Determinismus, Amoralismus oder Ethischer Egoismus sein. Doch vergaß Sade selten, jedem gerade postulierten Standpunkt auch eine Gegenmeinung gegenüberzustellen, was es schwierig macht, zu einer gültigen homogenen Gesamtsicht auf diese Aspekte seines Werkes zu gelangen.
Albert Camus schreibt in seinem Werk Der Mensch in der Revolte: „Zwei Jahrhunderte im voraus hat Sade die totalitäre Gesellschaft in verkleinertem Maßstab gefeiert im Namen einer von Sinnen geratenen Freiheit. Mit ihm beginnt tatsächlich die zeitgenössische Geschichte und Tragödie.“ Camus bescheinigt Sade Bezüge, die später unter dem Begriff Sozialdarwinismus definiert wurden, sowie das Propagieren der freien Liebe, der Koedukation und der Entkriminalisierung bestimmter Sexualpraktiken wie der Bisexualität und der Homosexualität.
Angela Carter – und in deren Folge die Literaturkritikerin Francine du Plessix Gray – sah Sade als frühen sexuellen Aufklärer. Er habe erkannt, dass Sexualität mit Machtkampf und Herrschaftsbeziehung gleichzusetzen sei und habe Pornographie im Dienste der Frauen propagiert. Seine nonkonformen Frauengestalten seien Vorläuferinnen der modernen emanzipierten Frauen. Sie begründet dies vor allem mit Sades Romanen Justine und Juliette, aber auch damit, dass in Sades Die 120 Tage von Sodom, aber auch in Die Philosophie im Boudoir Übergriffe sowohl von Frauen als auch von Männern sowohl an Frauen als auch an Männern verübt werden.
Die Journalistin und Pornoproduzentin Manuela Kay schrieb über Sades Werke, „dass hier Frauen auch endlich das Recht eingestanden werde, genauso aggressiv, tyrannisch und grausam zu ficken wie Männer. Kurz: dass de Sade somit die Sexualität politisiert habe.“
Neben den literarischen und philosophischen Aspekten sei Sades Œuvre vor allem im Bereich der Psychologie so einflussreich, aber auch von der Fachwelt so verschmäht wie kaum ein anderes gewesen, so Francine du Plessix Gray. Sie behauptet, dass über 130 Jahre, bevor Sigmund Freud mit seiner Eros-und-Thanatos-Theorie einen Zusammenhang zwischen Todestrieb und Lebenstrieb beschrieb, Sade dieses Phänomen bereits in seinen beiden Romanen Juliette und Justine explizit herausgestellt habe.

## Rezeption

### 19. Jahrhundert
Bereits zu Lebzeiten forderte Sades Werk Literaten und Kritiker zu teilweise heftigen Reaktionen heraus. Restif de la Bretonne schrieb 1798 den Roman Anti-Justine, ou les Delices de l’Amour, den er als „Antidote zu Sades Theorien“ konzipierte.
Falls überhaupt vorhanden, wurden Sades Werke während der ersten Jahre nach seinem Tod in Bibliotheken nur besonders geschützt aufbewahrt und nicht allgemein zugänglich gemacht. Der Grund dafür war wohl vor allem in deren explizit sexuellem Gehalt zu suchen, weniger in Sades radikaler Philosophie.
Während der Restaurationsepoche in der ersten Hälfte des 19. Jahrhunderts wurde Sade dann vor allem wegen seiner expliziten anti-christlichen Haltung negativ bewertet. Man bezichtigte ihn des Satanismus und sah in ihm nichts als einen besonders verwerflichen Pornographen. Er verschwand aber nicht völlig aus dem Bewusstsein der literarischen Welt und wird zum Beispiel 1825 in Louis Gabriel Michauds Biographie universelle ancienne et moderne erwähnt, allerdings in einem eindeutig abwertenden Sinne.
Auch der Kritiker Jules Janin nimmt „Geruch von Schwefel“ wahr, sobald ihm Sades Name oder Werk begegnet. Was Janin allerdings nicht davon abhielt, mit L’âne mort et la femme guillotinée einen Roman zu verfassen, der Ähnlichkeiten mit Sades Juliette aufweist, die weder als Satire noch als Kopie zu bezeichnen sind. Jedenfalls zeigt die Gestaltung der weiblichen Hauptfigur dieselben deutlich amoralischen Züge, die Janin an Sades Werk als abstoßend bewertet, hier aber durchaus mit Sympathie schildert.
Mit der Restauration, die nach Napoleons Ende ab 1820 europaweit einsetzte, verschwand Sades Werk nach und nach aus der öffentlichen Rezeption. Es entwickelte dafür eine umso regere Wirkung im Untergrund. Es wurde von Swinburne gelesen und von Edgar Allan Poe, den es womöglich zu einigen seiner tief düsteren Geschichten wie zum Beispiel Die Grube und das Pendel angeregt haben mag. Aber auch Thomas de Quincey muss Teile von Sades Werken gekannt haben.
Baudelaire erwähnt Sades Werke und stellt sie in einen Zusammenhang mit Poe, dem er bescheinigt, in seinen „Novellen die Liebe ausgemerzt“ zu haben. Baudelaire schreibt über Sade: „Um das Böse zu verstehen, muss man immer zu Sade zurückkehren, das heißt zum natürlichen Mann.“
Doch abgesehen von der literarischen Avantgarde eines Rimbaud, Baudelaire, De Quincey, Swinburne oder Edgar Allan Poe vertrat das meinungsbildende Bürgertum in der zweiten Hälfte des 19. Jahrhunderts öffentlich eine Sexualmoral, die eine breitere, gar öffentliche, Rezeption von Sades Werken nicht zuließ.
Eine neue, teilweise positivere Bewertung erfuhr Sades Werk erst wieder mit der literarischen Strömung des Symbolismus, die von Frankreich geprägt war, etwa ab 1862 begann und später nach den 1920er Jahren den literarischen Surrealismus entscheidend beeinflussen sollte. In Frankreich, wo der Symbolismus seinen Anfang nahm, war er unter anderem eng mit einer Tendenz zur Dekadenz und der Kultur des Fin de siècle verbunden. Jetzt wurde Sade, wenn auch vorsichtig, erneut öffentlich rezipiert. Auguste de Villiers de L’Isle-Adam kannte Sades Werke zumindest teilweise, genauso wie seine Bekannten Paul Verlaine, Charles Baudelaire und Joris-Karl Huysmans. Baudelaire geht sogar soweit anzumerken, „dass die Liebe der Folter oder einem chirurgischen Eingriff sehr ähnlich sei“. Ein Satz, der wie viele ähnliche Bemerkungen in Baudelaires Werk deutliche Bezüge zu Sade herstellt, auch ohne diesen direkt zu benennen.
Nach Charles Baudelaire waren Stéphane Mallarmé, Paul Verlaine, Arthur Rimbaud und Maurice Maeterlinck wichtige Vertreter des französischen Symbolismus, die sich mal offener, mal kryptischer mit Sades Werk und Philosophie auseinandersetzten. Diese Auseinandersetzung fiel nicht immer positiv aus. So wandten sich Joris-Karl Huysmans und Auguste de Villiers de L’Isle-Adam in späteren Lebensjahren einem mystischen Katholizismus zu, der teilweise nur sehr schwer oder überhaupt nicht mit ihren früheren Ansichten und Werken zu vereinbaren war.
Die gerade im Entstehen begriffene Arbeiterbewegung und deren intellektuelle Avantgarde konnte mit Sade als einem Angehörigen des Hochadels und angeblichem Apologeten einer von Eliten geprägten Gesellschaftsstruktur nichts anfangen.
Dennoch war Sade über den ganzen Verlauf des 19. Jahrhunderts hinweg keineswegs vergessen oder blieb gar unbeachtet, sondern übte auf die progressivsten und radikalsten Schriftsteller dieser Zeit erheblichen Einfluss aus.
Im Jahre 1899 fand der Arzt Iwan Bloch Teile von Sades verschollen geglaubtem Manuskript 120 Tage von Sodom und gab es 1900 unter dem Pseudonym Eugen Dühren in einer geringen Auflage als angebliche Fallstudie zu Richard von Krafft von Ebings Psychopathia sexualis heraus. Im Vorwort verlieh er der Begeisterung über seinen Fund Ausdruck und bezeichnet Sade als „den bemerkenswertesten Mann des 18. Jahrhunderts“, dessen Lektüre für jeden unverzichtbar sei, der sich für die Psychologie des Menschen interessiere.
Krafft–Ebing hatte 1886 in seiner Psychopathia sexualis die Begriffe Sadismus und Masochismus (nach Leopold von Sacher-Masoch) für die von ihm damit verbundenen und als psychische Störungen angesehenen Sexualpraktiken geprägt. Der Begriff Sadismus beschreibt heute die psychiatrische Diagnose einer Paraphilie, bei der ein Mensch (sexuelle) Lust oder Befriedigung dadurch erlebt, dass er andere Menschen demütigt, unterdrückt oder ihnen Schmerzen zufügt. Der Wiener Psychoanalytiker Isidor Sadger prägte schließlich 1913 in seinem Artikel Über den sado-masochistischen Komplex erstmals den zusammengesetzten Begriff „Sado-Masochismus“.

### 20. Jahrhundert
Noch im Jahre 1901 warnte ein Dr. Jacobus X in einem populärwissenschaftlichen Buch namens Le marquis de Sade et son oeuvre devant la science médicale & la littérature moderne („Der Marquis de Sade und seine Werke im Lichte der Medizin und der modernen Literatur“) eindringlich vor den vermeintlich schrecklichen Auswirkungen der Lektüre von Sades Schriften, die zu jenem Zeitpunkt höchstens als schlechte Schwarzkopien, teure Privatdrucke oder unter Verschluss in den Giftschränken der Bibliotheken zu haben waren.
Guillaume Apollinaire, einer der Begründer des Surrealismus, gab 1909 in der erotischen Buchreihe Les Maîtres de l’Amour unter dem Titel L’Œuvre du Marquis de Sade erstmals wieder einige wichtige Teile von Sades Werk heraus. Dem Vorwort, das er seinem Buch voranstellte, gab er den Titel Der göttliche Marquis und schuf damit einen Beinamen für den Marquis de Sade, der noch heute, vor allem im französischen und im englischen Sprachraum, verwendet wird.
Für die Surrealisten war Sade eine zentrale Figur. Was die Vertreter des Surrealismus so an ihm anzog, war Sades unbeugsame sexuelle und geistige Freizügigkeit, seine rücksichtslose Suche nach dem absoluten Vergnügen und seine Verachtung für die traditionellen Werte von Kirche, Kleinfamilie und Obrigkeitsstaat.
Apollinaire war es auch, der Maurice Heine dazu brachte, das Manuskript der 120 Tage von Sodom aus Berlin, wo es von Bloch veröffentlicht worden war, für Sades Heimatland wieder zugänglich zu machen, was in den Jahren 1929 und 1930 in einer sehr geringen Auflage geschah. Heine und dessen Förderer Vicomte Charles de Noailles trugen bis zum Ausbruch des Zweiten Weltkrieges weitere Schriften und Belege des Marquis de Sade aus Bibliotheken und Privatsammlungen zusammen, um sie einer Veröffentlichung zugänglich zu machen. Nach dem Tode Heines setzte der Lektor Gilbert Lely dessen Mission fort, der Sade als Moralisten betrachtete, dessen „geistige Tiefe nicht einmal vom Genie eines Friedrich Nietzsche“ übertroffen werde.
Seit den späten 1920er Jahren begann man Sade generell offener zu rezipieren. Man sah ihn seither verstärkt eher als Aufklärer denn als bloßen Pornographen. So wies der Literaturwissenschaftler Karl Heinz Bohrer in einer Studie über den deutschen Schriftsteller Ernst Jünger darauf hin, dass in Jüngers surrealistischen Werken aus den 1920er Jahren (besonders Das abenteuerliche Herz) Einflüsse de Sades nachzuweisen sind. Erich Fromm besprach 1934 für die Zeitschrift für Sozialforschung, das Organ der frühen Kritischen Theorie, Geoffrey Gorers Buch The revolutionary ideas of the Marquis de Sade und sah in Sade enthusiastisch einen bedeutenden Aufklärer.
Horkheimer und Adorno forderten die Aufklärung der Aufklärung über sich selbst: Die von der Aufklärung gegen den bloßen Glauben an die religiöse Offenbarung ins Feld geführte menschliche Vernunft kann sich moralfrei als zynische Zweckrationalität gebärden und somit die humanistischen Ideale einiger Aufklärer torpedieren. In Dialektik der Aufklärung (1944) sehen sie in Sade (mit seinem Werk Juliette) ebenso wie in Nietzsche solch einen radikalen Aufklärungsphilosophen, der im Gegensatz zu Kant stehe.
Der französische Schriftsteller und Nietzsche-Übersetzer Pierre Klossowski betrachtete 1947 in seinem Essay Sade mon prochain (Sade mein Nächster) die Gedankenwelt des Marquis als Ausbruch aus der vom Zeitalter der Aufklärung an propagierten „anthropomorphen“ Vernunft und als „Versuch, eine theologische Auseinandersetzung mit der Leerformel Gott zu führen, und die Schwierigkeit sichtbar zu machen, eine gottlose Gesellschaft ohne Henker zu schaffen.“
Simone de Beauvoir hat in ihrem Essay Soll man Sade verbrennen? Sades Schriften unter dem Blickwinkel einer Philosophie der Freiheit untersucht, die dem Existenzialismus um rund 150 Jahre vorausging. Die Ideen Sades wurden in ihrem Fokus auf Sexualität als treibende Kraft mitunter auch als Vorläufer der Psychoanalyse Sigmund Freuds interpretiert.
Doch auch sie konnte sich nicht vollständig der Faszination des Tabubruchs entziehen, der immer noch mit Sades Schriften verbunden war. Es sei „Sades ungeheures Verdienst, die Wahrheit des Menschen gegen jeden Abwehrmechanismus der Abstraktion und Entfremdung proklamiert zu haben“. Drei Monate zuvor (September 1951) war Albert Camus’ Werk Der Mensch in der Revolte erschienen, in dem der Marquis de Sade bemerkenswert viel Raum einnimmt. Camus bescheinigt Sade darin „in einer einzigen enormen Kriegsmaschine die Argumente der Freidenker“ zusammengefasst zu haben. Der Psychoanalytiker Jacques Lacan kam zu dem Schluss, dass de Sades Ethik die komplementäre Ergänzung des von Immanuel Kant formulierten Kategorischen Imperativs darstellt.
Stanisław Lem stellte 1978 mit Sade und die Spieltheorie eine Systematik phantastischer Literaturgattungen auf, in der Texte zwischen den Polen der Utopie und der Anti-Utopie sowie des Märchens und des Anti-Märchens verortet wurden. Koordinaten waren eine gegenüber allen freundlich bzw. feindlich eingestellte Welt (Utopie/Dystopie) bzw. eine gezielt gegen Einzelnen freundliche oder feindselige Welt (Märchen/Anti-Märchen). Für letzteres machte Lem zunächst eine Leerstelle aus, da diese Textgattung nicht existiere, erst am Ende des Essays ergänzt er, dass diese Stelle doch besetzt sei: von Werken de Sades.
1979 beschrieb Angela Carter in The Sadeian Woman: And the Ideology of Pornography Sade zwar als einen Terroristen der Phantasie, weist ihm aber auch die Erkenntnis zu, dass „eine freie Frau in einer unfreien Gesellschaft zu einem Monstrum“ werde, und arbeitet weiterhin heraus, dass Sade unter den Pornographen eindeutig Moralist sei und in seinem Werk „an die Möglichkeit glauben kann“, dass eines Tages „das in Gestalt von Gott, König und Recht herrschende dreieinige männliche Autoritätssymbol einmal endgültig seinen Abschied nehmen kann“.
Einer ähnlichen Argumentationslinie folgend verteidigte Susan Sontag sowohl Sade als auch Georges Batailles Histoire de l’oeil in ihrem 1967 geschriebenen Essay The Pornographic Imagination. Sontag vertritt hierin die Auffassung, dass die Werke beider Autoren transgressive Wunschbilder beschreiben, da in ihnen herkömmliche Gedanken und Realitäten überschritten werden und daher nicht zensiert werden dürften.
Im Gegensatz hierzu betrachtete Andrea Dworkin de Sade als den beispielhaften frauenhassenden Pornografen, der ihre These belegte, dass Pornografie unweigerlich zu Gewalttaten gegen Frauen führe. Sie widmete 1979 ein Kapitel ihres Buches Pornography: Men Possessing Women einer Analyse Sades. Susie Bright vertritt die These, dass Dworkins erste Erzählung Ice and Fire, deren zentrale Themen Gewalt und Missbrauch sind, als eine moderne Nacherzählung der Juliette aufgefasst werden sollte.
Für konservative Christen galt und gilt Sade als Beleg für den Zusammenhang zwischen Aufklärung und Amoralismus. So warnte 1980 die Katholische Akademie in Bayern auf dem Kongress „Tendenzwende“ vor Sade als „aufgeklärtem Geist“.
Der als christlich-konservativ geltende Kulturwissenschaftler und Literaturkritiker Roger Shattuck plädierte in seinem 1996 erschienenen Buch Forbidden Knowledge zwar nicht mehr dafür, Sade etwa zu verbrennen, ihn aber auch nicht als „neuen Klassiker“ zu feiern, sondern ihn „nur äußerst vorsichtig zugänglich“ zu machen.
Otto Flake urteilte über de Sade: „Alles ist nur Literatur bei ihm.“

## De Sades Werk im Spiegel der Kunst
De Sades Werk beeinflusste wichtige Bewegungen in Literatur und bildender Kunst.
Es gibt nur wenige Autoren, deren Leben und Werk unter so unterschiedlichen – und kontroversen – Perspektiven gesehen worden ist, wie das des Marquis de Sade:

„Durch ihr beispielloses Zerstörungspotential wurden de Sades Texte für jede Bewegung, die sich als innovativ oder gar revolutionär empfand, zu einer Herausforderung, und das waren nicht wenige. …… Auf diese Weise entwickelten sich Leben und Werk des Marquis de Sade zu einer Projektionsfläche und damit auch zu einem Spiegelbild der Moderne, die sich selbst, ihre Befindlichkeiten, Errungenschaften und Fehlentwicklungen, darin zu entdecken glaubte.“

Sades Texte haben die künstlerischen Bewegungen des Fin de siècle, der Décadence, des Symbolismus und Surrealismus beeinflusst. Innerhalb der Unterhaltungsliteratur ist Sades Einfluss bis heute in der Horrorliteratur, dem modernen Nachfolger der Gothic Novel, beziehungsweise dem Horrorfilmgenre zu beobachten. Während Vertreter des frühen Schauerromans wie Anne Radcliffe oder William Beckford heute nahezu vergessen sind, blieb Sades Werk neben dem seiner Zeitgenossen Percy Bysshe Shelley, Lord Byron und Mary Shelley bis in die Moderne hinein innerhalb der Literatur und ihrer Rezeption präsent und konnte schon aus dieser Präsenz heraus seinen Einfluss entfalten.

### Bildende Kunst
- Man Ray malte 1938 das Bild Imaginary Portrait of D.A.F. de Sade.[92]
- Clovis Trouille setzte sich in seinen Gemälden wiederholt mit Sade auseinander, u. a. Voyeuse.[93]
- Guido Crepax schuf mit Justine im Jahr 1979 eine Graphic Novel zu de Sades Roman Justine.
- Johannes Grützke widmete de Sade 1990 eine Radiermappe mit dem Titel Aus dem Leben des Marquis de Sade.
- Von Oktober 2014 bis Januar 2015 zeigte das Pariser Musée d’Orsay als Hommage zum 200. Todestag des Marquis die Ausstellung Sade. Attaquer le soleil. Hierfür hatten die beiden Kuratorinnen Annie Le Brun und Laurence des Cars rund 500 Kunstwerke zusammengetragen, die von den Ideen des Autors beeinflusst sind.[94]

### Filme
Werk und Leben de Sades haben mehrere Filmemacher inspiriert. Neben einer großen Anzahl pornografischer Filme gibt es auch mehrere Mainstream-Produktionen, die sich mit ihm und der durch ihn geschaffenen Literatur auseinandersetzen:
- 1930: L’age d’or (Passagen basierend auf Die 120 Tage von Sodom)
- 1966: Marat/Sade (nach Peter Weiss’ Die Verfolgung und Ermordung Jean Paul Marats dargestellt durch die Schauspielgruppe des Hospizes zu Charenton unter Anleitung des Herrn de Sade)
- 1968: Marquis de Sade: Justine (basierend auf Justine und Juliette)
- 1969: Das ausschweifende Leben des Marquis de Sade (De Sade)
- 1969: Die Jungfrau und die Peitsche (De Sade 70) (basierend auf Die Philosophie im Boudoir)
- 1970: Eugenie (basierend auf Eugenie de Franval)
- 1975: Die 120 Tage von Sodom (Salò, o le 120 giornate di Sodoma)
- 1977: Cruel Passion (basierend auf Justine und Juliette)
- 1989: Marquis de Sade (Marquis)
- 1996: Dark Prince
- 2000: Sade
- 2000: Quills – Macht der Besessenheit (Quills)
- 2005: Sílení

### Belletristik
- Sibylle Knauss:  Die Marquise de Sade – Roman einer Ehe. Hoffmann & Campe, 2006 (fiktionalisierte Annäherung an Sades Ehe und Lebensgeschichte).
- Nikolaj Frobenius: Der Anatom. Luchterhand, 1998.
- Jacques Chessex: Der Schädel des Marquis de Sade. Nagel & Kimche, 2011.

### Bühnenstücke
- 1963: Das Schauspiel von Peter Weiss Die Verfolgung und Ermordung des Jean-Paul Marat, aufgeführt von den Insassen des Asyls von Charenton unter der Regie des Marquis de Sade, kurz „Marat/Sade“, nimmt die Figur Sades auf und benutzt sie als individualistischen und resignierten Gegenpart zu Jean-Paul Marat.
- 1965: Mishima Yukio: Madame de Sade. Deutsche Übersetzung: Kai Molvig.
- 1995: Doug Wright: Quills Bühnenstück das später als Vorlage für den gleichnamigen Film mit Michael Caine und Kate Winslet diente
- 2002: Das Bühnenstück XXX der Theatergruppe La Fura dels Baus bezieht sich auf das Werk Die Philosophie im Boudoir. Die Aufführung in Deutschland wurde in einigen Städten (zum Beispiel Hamburg) von der Tagespresse als Skandal gewertet, insbesondere aufgrund der offenen Darstellung oralen Geschlechtsverkehrs auf der Bühne, bei der auch Besucher aus dem Publikum einbezogen wurden. Aufführungen in anderen Städten (zum Beispiel Frankfurt) blieben ohne nennenswerte Presseresonanz.
- 2006: Der Mensch ist ein schönes böses Tier. Marquis de Sade. Cross-Genre-Aktionstheater von Gregor Seyffert, Uraufführung: 2. Juni 2006 im Kraftwerk Vockerode
- 2017: Milo Rau: Die 120 Tage von Sodom. Das Bühnenstück hatte am 10. Februar im Schauspielhaus Zürich Premiere und löste eine Kontroverse aus, da die Darsteller Schauspieler der Theatergruppe Hora sind, eines Theaterprojekts für Menschen mit geistiger Behinderung.[95]

### Prix Sade (Literatur-Preis)
Nach der Aufnahme der Werke Sades in die renommierte Bibliothèque de la Pléiade (Édition Michel Delon, 3 Bde., 1990–1980), den französischen Sternenhimmel literarischer Editionen, war ein weiterer Höhepunkt auf dem Wege der Rehabilitation des „berüchtigsten Autors aller Zeiten“ die Schaffung eines Literaturpreises, der nach ihm benannt wurde.
Im Jahre 2001 riefen Frédéric Beigbeder und Lionel Aracil den Prix Sade ins Leben, einen Literaturpreis, mit dem unkonventionelle Autoren ausgezeichnet werden sollen. Laureat des Prix Sade war im Jahre 2013 der französische Schriftsteller Jean-Baptiste Del Amo. Er erhielt die Trophäe, einen von der Jury signierten Martinet, eine mehrriemige Peitsche, für seinen Roman Pornographia. Im Jahre 2018 erhielt Jonathan Littell, ein französisch-amerikanischer Schriftsteller (Prix Goncourt 2006, Die Wohlgesinnten), den Prix Sade für seinen Roman Eine alte Geschichte.

### Primärliteratur
Französische Werkausgaben
- Œuvres complètes du Marquis de Sade. édition établie par Gilbert Lely. Buchgemeinschaft Cercle du Livre précieux, Paris 1962, 15 Bände.
  - neue Ausgabe: Œuvres complètes du Marquis de Sade. édition définitive, établie par Gilbert Lely. Cercle du Livre précieux, Paris 1966–1967, 16 Bände. (Der 16. Band enthält Sades Bericht über seine zweite Reise nach Italien (1775/1776), Le Voyage d'Italie).
- Œuvres complètes du Marquis de Sade. édition mise en place par Annie Le Brun et Jean-Jacques Pauvert. 1986–1991, 15 Bände. (Die Bände 13, 14 und 15 umfassen Sades dramaturgisches Werk.)[100]
- D.A.F. de Sade: Œuvres. 3 Bände. Bibliothèque de la Pléiade, Gallimard, Paris 1990–1998, herausgegeben von Michel Delon.[101]

„Mit der hervorragend kommentierten dreibändigen Auswahlausgabe in der Bibliothèque de la Pléiade (1990–1998) kam der so lange verfemte Homme de lettres schließlich im Olymp der französischen Literatur an.“

Tome I: Bibliothèque de la Pléiade, n° 371. Édition Michel Delon, 5. Oktober 1990, ISBN 2-07-011190-3:
Dialogue entre un prêtre et un moribond – Les Cent Vingt Journées de Sodome ou L’École du Libertinage – Aline et Valcour ou Le Roman philosophique.
Tome II: Bibliothèque de la Pléiade, n° 418, Édition Michel Delon, 20. Juli 1995, ISBN 2-07-011351-5:
Les Infortunes de la vertu – Justine ou Les Malheurs de la vertu – La Nouvelle Justine ou Les Malheurs de la vertu.
Tome III: Bibliothèque de la Pléiade, n° 449, Édition Michel Delon / Jean Deprun, 24 Septembre 1998, ISBN 2-07-011352-3:
La Philosophie dans le boudoir – Histoire de Juliette.
(Siehe: Rezension in deutscher Sprache von Hans-Ulrich Seifert (Trier): „Le Temps est sans doute venu …“ Anmerkungen zum ersten Band der „Œuvres“ des Marquis de Sade in der Bibliothèques de la Pléiade. In: Romanistische Zeitschrift für Literaturgeschichte, 15. Jahrgang 1991, Heft 3/4, S. 442–451.)
- Le Théâtre des Sade. Hg. Jean-Jacques Brochier. Verlag Jean-Jacques Pauvert, 1970, 4 Bände.

Deutsche Werkausgaben
Die erste zuverlässige deutsche Werkausgabe wurde von Marion Luckow herausgegeben und erschien in 3 Bänden 1962 im Merlin-Verlag, Hamburg. Sie liegt auch der folgenden Ausgabe zugrunde:
- Ausgewählte Werke. Band 1–6. Fischer Taschenbuch, Frankfurt 1972 (TB Nr. 1301–1306)[102]

- Justine und Juliette. Hg. Stefan Zweifel und Michael Pfister. 10 Bde. Verlag Matthes & Seitz Berlin 1990–2002, mit Essays verschiedener Autoren. (Sorgfältige kommentierte Neuübersetzung des vollständigen Textes des Sadeschen Doppelromans)[103]

- Gesammelte Werke. Stephenson Verlag, Flensburg 1979. (Ein Band. Recht unzureichende, unkommentierte Leseausgabe, die vor allem kürzere Geschichten und die „Justine“ enthält. Ansonsten keines der Hauptwerke.)
- Werke. Eine Auswahl. Ausgewählt, übersetzt, mit Dokumentation und Nachwort von Gerd Henninger. Verlag Kurt Desch, Basel 1965.
- Werke in fünf Bänden. Herausgegeben von Bettina Hesse. Könemann Verlag, Köln 1995. (Enthält die wichtigsten Hauptwerke.)

### Sekundärliteratur
Bibliographien
- Dieter Gerstmann: Bibliographie Französisch. Band 2: Autoren. L–Z. Ibidem Verlag, Stuttgart 2019, ISBN 978-3-8382-1372-9, S. 585: Sade, Marquis de – eingeschränkte Vorschau in der Google-Buchsuche

- Online-Bibliographie (französisch): Webseite des Marquis de Sade

- Guillaume Apollinaire: Essai Bibliographique sur les Œuvres du Marquis de Sade. 1909 – auf (frz) Wikisource.
- Colette Verger Michael: The Marquis de Sade. The man, his works, and his critics. An annotated bibliography (= Garland Reference Library of the Humanities, 469). Garland, New York NY 1986, ISBN 0-8240-8998-7.
- Hans-Ulrich Seifert: Literatur von und über de Sade in deutscher Sprache 1791–1989. In: Hans-Ulrich Seifert, Michael Farin: Marquis de Sade: „Der Mensch ist böse.“ Ein erotisch-philosophisches Lesebuch. Heyne Allgemeine Reihe, Nr. 01/7708, München 1990, ISBN 3-453-04354-5, S. 273–350.

Biographien
- Anonymus: Le Marquis de Sade, ses aventures, ses oeuvres, passions mystérieuses, folies érotiques. Anthème Fayard, Paris 1885: im Katalog der BnF
- Laurence L. Bongie: Sade. A Biographical Essay. University of Chicago Press, Chicago IL u. a. 1998, ISBN 0-226-06420-4.
- Otto Flake: Marquis de Sade. Mit einem Anhang über Rétif de la Bretonne. Mit zwei Nekrologen auf Otto Flake von Rolf Hochhuth, ungekürzte Ausgabe dtv 379, München 1966.
- Stéphanie Genand: Sade, Gallimard (Folio biographies), Paris 2018, ISBN 978-2-07-269402-8 – Leseprobe
- Geoffrey Gorer: The life and ideas of the Marquis de Sade. Panther Books, London 1963
- Raymond Jean: Ein Portrait des Marquis de Sade. Aus dem Französischen von Nicolaus Bornhorn. Schneekluth, München 1990, ISBN 3-7951-1150-1.
- Walter Lennig: Marquis de Sade. Mit Selbstzeugnissen und Bilddokumenten (= Rowohlts Monographien. RM 50108). 9. Auflage. Rowohlt, Reinbek bei Hamburg 2002, ISBN 3-499-50108-2.
- Gilbert Lely: Vie du marquis de Sade. Tome Premier: De la Naissance à L'Evasion de Miolans 1740–1773, Gallimard 1952.
  - Vie du Marquis de Sade. Avec un examen de ses ouvrages. Tome Second. Des Années Libertines de La Coste au Dernier Hiver du Captif 1773–1814, Gallimard, Paris 1957.
  - deutsch: Leben und Werk des Marquis de Sade. Albatros, Düsseldorf 2001, ISBN 3-491-96025-8.
- Maurice Lever: Donatien Alphonse François, marquis de Sade. Fayard, Paris 1991, ISBN 978-2-213-61688-9.
  - deutsch: Marquis de Sade, Europaverlag, Wien 1995, ISBN 978-3-203-51238-9.
- Marion Luckow: Biographie, in: Donatien Alphonse François Marquis de Sade: Ausgewählte Werke. Band 6: Die Tage von Florbelle. Persönliche Notizhefte [u. a.] (= Fischer-Taschenbücher. 1306). Herausgegeben von Marion Luckow. Fischer-Taschenbuch-Verlag, Frankfurt am Main 1972, ISBN 3-436-01585-7, S. 343–386. (Eine detaillierte Biografie unter Betonung der Revolutionsjahre und seines Anti-Klerikalismus.)
- Jean-Jacques Pauvert: Sade vivant. 3 Bände. Robert Laffont, Paris 1986–1990. (frz., Rezension von Martine de Rougement, in: Dix-huitième Siècle, n°26, 1994. Economie et politique. S. 661–662 – Persée)
  - Band 1: Une innocence sauvage… 1740–1777. 1986, ISBN 2-221-05205-6.
  - Band 2: … « Tout ce qu’on peut concevoir dans ce genre-là. » 1777–1793. 1989, ISBN 2-221-05953-0.
  - Band 3: « Cet écrivain à jamais célèbre » … 1793–1814. 1990, ISBN 2-221-07014-3.
  - deutsch: Der göttliche Marquis, 2 Bände, List Verlag, München 1991, ISBN 3-471-78426-8.[104]
- Gert Pinkernell: Artikel in Namen, Titel und Daten der franz. Literatur – (Ein sehr konziser biographischer Abriss).
- Francine du Plessix Gray: At Home With the Marquis de Sade. A Life. Simon & Schuster, New York NY 1998, ISBN 0-684-80007-1.
- Volker Reinhardt: De Sade oder Die Vermessung des Bösen. Eine Biographie. C. H. Beck, München 2014, ISBN 978-3-406-66515-8. – Rezension von Katharina Döbler: Der Quentin Tarantino des 18. Jahrhunderts. Auf: Deutschlandfunk.de, 21. Juli 2014.
- Neil Schaeffer: The Marquis de Sade. A life. Hamilton, London 1999, ISBN 0-241-13120-0.

Analysen
Bücher:
- Timo Airaksinen: The philosophy of the Marquis de Sade. Routledge, London 1995, ISBN 0-415-11229-X
- Peter-André Alt: Ästhetik des Bösen. Beck, München 2010, ISBN 978-3-406-60503-1, eingeschränkte Vorschau in der Google-Buchsuche.
- Roland Barthes: Sade, Fourier, Loyola. Éditions du Seuil, Paris 1971
  - Auf Deutsch: Sade, Fourier, Loyola. Suhrkamp-Taschenbuch Wissenschaft, stw 585. Übers. Maren Sell und Jürgen Hoch. Frankfurt 1986, ISBN 3-518-28185-2
- Georges Bataille: L’homme souverain de Sade und Sade et l’homme normal, in: Georges Bataille: L’érotisme. Les Éditions de Minuit, Paris 1957, S. 164–175 und S. 197–218
  - Auf Deutsch: Der souveräne Mensch Sades und Sade und der normale Mensch, in derselbe: Der heilige Eros (= Ullstein-Buch 5039). Ullstein, Frankfurt 1982, ISBN 3-548-35039-9, S. 161–173 und 174–193
- Arno Baruzzi: Sade, in: Aufklärung und Materialismus im Frankreich des 18. Jahrhunderts, Paul List Verlag 1968, S. 133–153.
- Alexandra Beilharz: Die Décadence und Sade. Untersuchungen zu erzählenden Texten des französischen Fin de Siècle. M & P, Stuttgart 1996, ISBN 3-476-45161-5 (Zugleich: Freie Universität Berlin, Dissertation, 1995: Sade décadent).
- Iwan Bloch (unter dem Pseudonym Eugen Dühren): Der Marquis de Sade und seine Zeit. Ein Beitrag zur Cultur- und Sittengeschichte des 18. Jahrhunderts. Mit besonderer Beziehung auf die Lehre von der Psychopathia Sexualis (Studien zur Geschichte des Menschlichen Geschlechtslebens). Bd. 1. Barsdorf, Berlin 1900, Archive.
- Olaf Bohn: Die Gesellschaft der Freunde des Verbrechens. Kriminologisch relevante Aspekte der Thematisierung der Gewalt bei Marquis de Sade, Diplomarbeit Januar 2000, ISBN 978-3-8386-3126-4 - Leseprobe
- Julia Bohnengel: Sade in Deutschland. Eine Spurensuche im 18. und 19. Jahrhundert. Mit einer Dokumentation deutschsprachiger Rezeptionszeugnisse zu Sade 1768–1899. Röhrig Universitätsverlag, St. Ingbert 2003, ISBN 978-3-86110-330-1.
- Angela Carter: The Sadeian Woman. An Exercise in Cultural History. Virago, London 1979, ISBN 0-86068-054-1
- David Cooper, Michel Foucault, Marquis de Sade u. a.: Der eingekreiste Wahnsinn. Edition Suhrkamp, es 965. Frankfurt 1979, ISBN 3-518-10965-0
- Sabine Friedrich: Die Imagination ds Bösen. Zur narrativen Modellierung der Transgression bei Laclos, Sade und Flaubert. Narr Francke Attempto 1998, ISBN 978-3-8233-4794-1, eingeschränkte Vorschau in der Google-Buchsuche.
- Melanie Harmuth: Zur Kommunikation von Obszönität. Der Fall de Sade. Driesen, Taunusstein 2004, ISBN 3-936328-28-5 (Zugleich: Universität Siegen, Diplomarbeit, 2002)
- Ronald Hayman: Marquis de Sade. The genius of passion. Tauris Parke, London u. a. 2003, ISBN 1-86064-894-0.
- Elke Heitmüller: Zur Genese sexueller Lust. Von Sade zu SM. Konkursbuch Verlag, Tübingen 1994, ISBN 3-88769-081-8.
- Pierre Klossowski: Sade, mon prochain. Éditions du Seuil, Paris 1947.
  - Auf Deutsch: Sade – mein Nächster (= Edition Passagen, 42). Passagen, Wien 1996, ISBN 3-85165-200-2[105]
- Jacques Lacan: Kant avec Sade, in: Critique. Nr. 191, Avril 1963, ISSN 0011-1600 S. 291–313
  - Auf Deutsch: Kant mit Sade, in dsb. Schriften. Band 2. Ausgewählt und herausgegeben von Norbert Haas. Walter, Olten 1975, ISBN 3-530-50202-2, S. 133–164
- Thomas Moore: Dark Eros. The Imagination of Sadism. Spring Publishing, Putnam CT 2005, ISBN 0-88214-365-4
- Michel Onfray: Sade, déconstruction d’un mythe. Frémeaux & Associés, Vincennes 2012
- Jean Paulhan: Le Marquis de Sade et sa complice ou Les revanches de la pudeur. Lilac, Paris 1951 (Nachdruck: (= Le regard littéraire, 14). Éditions Complexe, Brüssel 1987, ISBN 2-87027-215-4)
- Octavio Paz: An Erotic Beyond. Sade. Harcourt Brace, New York NY 1998, ISBN 0-15-100352-1.
- Michael Pfister, Stefan Zweifel: Pornosophie & Imachination. Sade, La Mettrie, Hegel. Matthes & Seitz München, 2002, ISBN 3-88221-836-3.
- Winfried Schröder: Moralischer Nihilismus. Radikale Moralkritik von den Sophisten bis Nietzsche. Reclam, Stuttgart 2005, ISBN 978-3-15-018382-3, Kapitel V 2. Der Kronzeuge: Sade.
- Maurice Schuhmann: Die Lust und die Freiheit. Marquis de Sade und Max Stirner. Ihr Freiheitsbegriff im Vergleich. Karin Kramer, Berlin 2007, ISBN 978-3-87956-308-1
- Maurice Schuhmann: Radikale Individualität. Zur Aktualität der Konzepte von Marquis de Sade, Max Stirner, Friedrich Nietzsche. transcript Verlag, Bielefeld 2011, ISBN 978-3-8376-1719-1 (Zugleich: Freie Universität Berlin, Dissertation, 2010)
- Hans-Ulrich Seifert: Sade: Leser und Autor. Quellenstudien, Kommentare und Interpretationen zu Romanen und Romantheorie von D. A. F. de Sade (= Studien und Dokumente zur Geschichte der romanischen Literaturen. Bd. 11). Peter Lang, Frankfurt 1983, ISBN 3-8204-7295-9 (Zugleich: Marburg, Universität, Dissertation, 1982), Online frei verfügbar bei Hathi Trust; französischsprachige Rezension von Michel Delon: Hans-Ulrich Seifert: Sade : Leser und Autor, 1983, in: Dix-huitième Siècle, n°16, 1984. D'Alembert. S. 496–497: Persée
- Gonzague Saint Bris: Marquis de Sade. L’ange de l’ombre. Télémaque, Paris 2013, ISBN 978-2-7533-0195-5
- Philippe Sollers: Writing and the Experience of Limits. Columbia University Press, New York NY 1983, ISBN 0-231-05292-8.
- Philippe Sollers: Sade contre l’Être suprême. Gallimard, Paris 1996, ISBN 2-07-074528-7[106]
- Jörn Steigerwald: Auslöschungsverfahren. Rituale des Vergessens in D. A. F. de Sades „Les 120 journées de Sodome“, in: Heike Brohm, Claudia Eberle, Brigitte Schwarze (Hrsg.): Erinnern – Gedächtnis – Vergessen. Beiträge zum 15. Nachwuchskolloquium der Romanistik (= Forum Junge Romanistik, 6). Romanistischer Verlag, Bonn 2000, ISBN 3-86143-109-2, S. 295–304
- Jörn Steigerwald: Origo und Originalität der Novellistik de Sades, in: Romanistische Zeitschrift für Literaturgeschichte. Bd. 24, Nr. 3/4, 2000, ISSN 0343-379X S. 297–327
- Jörn Steigerwald: Die Neugier des Auges und die Wollust des Ohres. Zur Logik der Sinne im Reich de Sades (am Beispiel der Justine), in: Caroline Welsh, Christina Dongowski, Susanna Lule (Hrsg.): Sinne und Verstand. Ästhetische Modellierungen der Wahrnehmung um 1800 (= Stiftung für Romantikforschung. Bd. 18). Königshausen & Neumann, Würzburg 2001, ISBN 3-8260-2085-5, S. 207–224
- Colette Verger Michael: Sade. His ethics and rhetoric (= American University Studies Bd. 106). Peter Lang, New York NY 1989, ISBN 0-8204-0884-0
- Colin Wilson: The Misfits. A Study of Sexual Outsiders. Grafton Books, London 1988, ISBN 0-246-12974-3
- Caroline Warman: Sade. From materialism to pornography (= Studies on Voltaire and the Eighteenth Century, 1). Voltaire Foundation, Oxford 2002. ISBN 0-7294-0773-X

Artikel in (Fach-)Zeitschriften und auf Websites:
- Simone de Beauvoir: Faut-il brûler Sade? In Les Temps Modernes. 7e année, Nr. 74, Décembre 1951, ISSN 0040-3075, S. 1002–1033; Nr. 75, Janvier 1952, S. 1197–1230. (Auf Deutsch: Soll man de Sade verbrennen? In dies., Soll man de Sade verbrennen? Drei Essays zur Moral des Existentialismus. Rororo, 5174. Übers. Alfred Zeller. Rowohlt TB, Reinbek 1983, ISBN 3-499-15174-X, S. 9–75.)
- Maurice Blanchot: A la rencontre de Sade, in: Les Temps Modernes. 3e année, Nr. 25, Octobre 1947, S. 577–612; mit geändertem Titel La raison de Sade, in: Maurice Blanchot: Lautréamont et Sade. Les Éditions de Minuit, Paris 1949 (Einleitung)
  - Auf Deutsch: Sade. Reihe: Das neue Lot, 10 (ZDB-ID 540609-2). Autorisierte Übersetzung von Johannes Hübner. Henssel, Berlin 1963; wieder ebenda 1986, ISBN 3-87329-117-7
  - Auf Deutsch: Sade, in Lektüre zu de Sade. Hg. und Übers. Bernhard Dieckmann, François Pescatore. Stroemfeld – Roter Stern, Frankfurt 1981, ISBN 3-87877-163-0, S. 99–110[107]
  - Bernhard Dieckmann, François Pescatore (Hrsg.): Lektüre zu de Sade. Stroemfeld, Basel 1981, ISBN 3-87877-163-0.[108]
- Ronald Hinner: La Mettrie: Gegenspieler Sades. Zur Aufklärung über die Aufklärung, Wien Dezember 2012 online.
- Ingo Langenbach: Marquis de Sade. Das entfesselte Schreiben. (PDF-Datei; 317 kB).
- Helmut Mayer: Der Anwalt des Marquis de Sade, in F.A.Z. vom 28. September 2014.
- Hans-Ulrich Seifert: Blähungen von Dinosauriern. Zur Geschichte der deutschen Saderezeption. (PDF-Datei downloadbar bei opus Universitätsbibliothek Trier).

Unsignierte Artikel in:
- Der Spiegel (27/1969): Schriftsteller Marquis de Sade. Die Natur, dieses Tier. Sadist de Sade[109]
- Der Spiegel (23/1990): Ja, ich bin ein Wüstling. Wiederkehr als 'Klassiker' am 250. Geburtstag – der Marquis de Sade. – Der Spiegel online vom 4. Juni 1990.